# 錢公輔
錢公輔（1023年—1074年），字君倚，常州武進（今江蘇省武進縣）人，北宋政治人物。作品中以〈義田記〉一文最著名（有收入《古文觀止》），該文記范仲淹實行義田的事蹟。

## 生平
錢公輔生於仁宗天聖元年（1023年），少年時師從胡瑗學，登進士甲科，通判越州，歷官集賢校理、同判吏部南曹，後歷開封府推官、戶部判官、明州太守等。錢公輔為官清廉公正，絕無貪汙。當時官府中勞役，常因主管人員的瀆職納賄，致待遇不公、勞逸不均，富者益富而貧者益貧，因此召募勞役人員常有不足，無人願意從事，以至於役使鄉民，怨聲載道。錢公輔特別親自按勞役的輕重等次，定好待遇給予，同時也不再調用鄉民，頗獲地方好評。後升任同修起居注、知制誥。
英宗即位，陳《治平十議》，大概要言采民政、分吏課、擇守宰，置二府官屬。對澄清吏治、任用人才、分工合作，有周詳建議。又作《帝問》一篇上之。王疇為翰林學士未久，擢副樞密。公輔謂疇聲望不夠好，不草制。帝以初政用大臣，而公輔格詔，謫為滁州團練使。議者以為重，呂誨等上章救之，不得。逾年，才被起用為廣德軍知軍。神宗立，拜天章閣待制、知鄧州，又回復知制誥的官。後再以「十議」進諫，神宗命知諫院。嘗至中書白事，富弼謂曰：「上求治如饑渴，正賴君輩同心以濟。」公輔曰：「朝廷所為是，天下誰敢不同！所為非，公輔欲同之，不可得已。」
本來王安石和錢公輔兩人交情不錯，王安石得志後，便排除異已，鞏固自己的勢力，建議神宗將滕甫外調至鄆州，公輔數次在皇帝面前提出滕甫不可貶斥的諫言。薛向建議變更鹽法，王安石同意他的主張，而公輔卻向神宗建言罷黜薛向，因此觸怒王安石，出知江寧府。次年，帝欲召還，王安石卻指他會幫助朝中小人，故意提出相反的論調，不應留在皇帝左右，於是改徙揚州。後公輔因病請調，改提舉崇福觀，卒於神宗熙寧七年（1074年），享年五十二歲。

## 評價
蘇東坡稱他「帶規矩而蹈繩墨，佩芝蘭而服明月」。

## 延伸阅读
[在维基数据编辑]
 在维基文库阅读此作者作品
 《宋史·卷321》，出自脱脱《宋史》